# Lương Vĩnh
Lương Vĩnh (1935 - 1982) là nhạc sĩ, liệt sĩ Việt Nam, có ca khúc nổi tiếng Thành phố hoa phượng đỏ. Ông được truy tặng Giải thưởng Nhà nước về Văn học Nghệ thuật năm 2007.

## Tiểu sử và sự nghiệp
Lương Vĩnh sinh năm 1935 tại Hà Nội với tên khai sinh là Lương Văn Vĩnh, quê gốc ở Duy Tiên, Hà Nam.
Học xong cấp 3, do có giọng hát tốt lại yêu thích âm nhạc nên Lương Vĩnh được tuyển vào tốp ca nam Đoàn văn công Trung ương.
Sau khi tốt nghiệp Trường Âm nhạc Việt Nam năm 1965, ông về nhận công tác tại Đoàn Ca múa Hải Phòng.
Năm 1973, ông chuyển công tác về Nhà xuất bản Văn hoá, sau đó làm cán bộ biên tập âm nhạc Nhà xuất bản DIHAVINA.
Ông mất ngày 16-6-1982 trong một chuyến công tác tại Campuchia, được công nhận là liệt sĩ.
Các tác phẩm âm nhạc của ông để lại không nhiều. Ca khúc Thành phố hoa phượng đỏ (lời thơ Hải Như) là bài hát nổi tiếng nhất của ông, được xem là bài hát hay nhất về Hải Phòng.
Ông được truy tặng Giải thưởng Nhà nước về Văn học Nghệ thuật năm 2007 với các ca khúc: Thành phố hoa phượng đỏ, Ở vùng than quê hương tôi, Bài ca mùa xuân, Tạm biệt Phnôm Pênh, Hương nhãn.

## Tác phẩm chính
- Thành phố hoa phượng đỏ
- Bài ca mùa xuân
- Chia tay sớm bớt đau khổ
- Ở vùng than quê hương tôi
- Tạm biệt Phnôm Pênh
- Hương nhãn

## Vinh danh
- Giải thưởng Nhà nước về Văn học Nghệ thuật năm 2007

## Gia đình
Ông có một người em là Lương Hải và một người con là Lương Minh, cả hai đều là nhạc sĩ.